# تماسین
تماسین (به عربی: تماسین) یک شهرداری در الجزایر است که در دائرة تماسین واقع شده‌است. تماسین ۳۰۰ کیلومتر مربع مساحت و ۲۰٬۰۶۷ نفر جمعیت دارد و ۸۲ متر بالاتر از سطح دریا واقع شده‌است.